# Чарли (попугай)
Чарли (также известна как Чарли Курсер; род. 1 января 1899) — сине-желтая самка ары, которая жила в садовом центре в Райгите, Суррей, Великобритания. Ара стала известна после того, как в январе 2004 года газета «The Daily Mirror» опубликовала о ней статью, в которой утверждалось, что Чарли вылупилась 1 января 1899 года и прожила 105 лет. Также в ряде публикаций других СМИ сообщалось, что Чарли якобы принадлежала премьер-министру Уинстону Черчиллю.

## Мистификация
Владелец попугая Питер Орам неоднократно заявлял, что Чарли более 100 лет. Считается, что Чарли появилась на свет в 1899 году, её приобрёл приблизительно в 1938 году Уинстон Черчилль. Орам, по его словам, купил эту птицу в 1965 году после смерти Черчилля. Будь эти утверждения подкреплены убедительными доказательствами, Чарли могли бы признать самым старым попугаем в мире.
Также популярным стал миф, согласно которому Уинстон Черчилль научил Чарли матерным словам в адрес Адольфа Гитлера. Якобы попугай, пережив Черчилля, до глубокой старости повторял оскорбления в адрес фюрера.
Однако в 2004 году дочь Черчилля опровергла эту информацию. Уинстон Черчилль действительно владел похожим попугаем, но, по её словам, совершенно другим. В дальнейшем история с попугаем Чарли была признана умелой мистификацией.